# Kepler-1649 c
Kepler-1649 c — экзопланета, вращающаяся вокруг красного карлика Kepler-1649, на расстоянии около 300 световых лет от Земли. В 2020 году директор научного бюро SETI K2 Джефф Кафлин назвал её «самой похожей на Землю планетой», обнаруженной космическим телескопом Кеплер. Первоначально планета считалась ложноположительной по алгоритму робоветтера Кеплера. Однако рабочая группа Kepler False Positive опубликовала опровергающие это результаты своего исследования 15 апреля 2020 года.

## Характеристики

### Масса и орбита
Экзопланета была идентифицирована НАСА как скалистая и очень близка размером к Земле (1,06 R⊕). Находится в пределах обитаемой зоны.

### Климат
Информации о климате Kepler-1649 c очень мало. Планета получает 75 % света звезды, относительно Земли. Равновесная температура её поверхности оценивается в 234 K. Исходя из этого, в зависимости от атмосферы, температура её поверхности может быть достаточно близкой к температуре Земли, что даёт возможность существованию воды в жидком виде. Состав атмосферы неизвестен.

## Обитаемость
Планета находится в обитаемой зоне, но из-за недостатка информации об атмосфере экзопланеты неясно, сможет ли Kepler-1649 на своей поверхности поддерживать воду в жидком состоянии. По состоянию на 2020 год на Kepler-1649 ещё не наблюдалось никаких солнечных вспышек. Тем не менее, учёные полагают, что такой тип звезды склонен к возникновению частых солнечных вспышек, которые могли бы уничтожить атмосферу экзопланеты и помешать возникновению жизни.